# 유노하라촌
유노하라촌(일본어: 湯ノ原村)은 일본 군마현 도네군에 설치되었던 촌이다.